# Ч
Ч, ч (название: че) — буква всех славянских кириллических алфавитов (24-я в болгарском, 25-я в русском, 26-я в белорусском, 28-я в сербском и украинском, 29-я в македонском); используется также в алфавитах некоторых неславянских языков. В старо- и церковнославянской азбуках носит название «чрьвь» (ст.-сл.) или «червь» (ц.-сл.) — это слово обозначало не только собственно червей, но и моль. В кириллице обычно считается 27-й по порядку (если речь идёт о старославянской азбуке) или 26-й (в церковнославянской азбуке), выглядит как  и имеет числовое значение 90 (впрочем, первоначально в числовом качестве использовался заимствованный из греческого знак «коппа»: Ҁ, ҁ); в глаголице по счету 28-я, имеет вид  или Ⱟ и числовое значение 1000. Происхождение обеих букв, как и буквы Ц, обычно связывают с семитской буквой «цаде» или «цади» (ср. с еврейским начертанием этой буквы, применяемым в начале и середине слов: צ).
Из вариантов начертания кириллической буквы Ч стоит отметить старое чашеобразное (похожее на латинскую букву Y) и начертание в босанчице, имеющее вид латинской v или даже нынешней русской У (прописная буква); в шрифтах Франциска Скорины буква Ч выглядела как коппа (Ҁ). Также интересна форма записи строчной ч в памятниках словенского языка на латинице начала XIX века, где эта буква применялась как заимствованная из кириллицы и обозначалась как перевёрнутая h, у которой длинная палочка уходила вниз за строку наподобие буквы q.

## Произношение в русском языке

### Ч
Произношение буквы Ч — глухая аффриката: всегда мягкая [t͡ɕ] в русском языке, но обычно или вообще всегда твёрдая [t͡ʃ] в большинстве других славянских языков с кириллической письменностью. В русской фонетической транскрипции для сочетания звуков [t͡ɕ] традиционно использовался символ [ч], хотя в литературе встречаются и обозначения [т’ш’] и даже [тьщ].

### СЧ, ЗЧ, ШЧ, ЖЧ, СТЧ, ЗДЧ
Сочетания букв «сч», «зч», «шч», «жч», «здч», «стч» в русском языке принято произносить как долгий звук [ш̅’] ([ɕː]) (аналогично букве «щ»).

### ЧН
Сочетание букв «чн» традиционно произносилось как [шн] ([ʂn]), но в настоящее время такое произношение сохранилось лишь в немногих словах (например, нарочно), в то время как в других словах (например, точно) утвердилось произношение [чн] ([tɕn]). На произношение буквосочетания «чн» влияют диалектные различия: [шн] чаще встречается в московской речи и было нормативным в старомосковской речи; для петербургского произношения более типично [чн].
Словарной нормой считается произношение [шн] в словах яичница, скучный (и скучно), нарочно (но [чн] в нарочный «посыльный»), конечно (но [чн] в производных от «конечный»: время жизни мюона конечно, алгоритм будет работать конечно), очечник, скворечник, девичник, в происходящих от личных мужских имён I склонения (Фома, Кузьма, Илья, Никита и т. д.) женских отчествах на -ична: Никитична, Кузьминична, Ильинична. Необязательно, но допускается произношение [шн] в словах: сливочный, молочный, порядочный (при этом возможны колебания в зависимости от семантики: этот человек порядо[чн]ый, а вон тот — порядо[шн]ая сволочь), копеечный, шапочный, шуточный, бутылочный, гречневый, горчичный (и горчичник), булочная, прачечная, двоечник, троечник, лавочник, собачник. В остальных случаях предпочтительным является произношение [чн].

### ЧТ
Сочетание букв «чт» в местоимении что и производных от него (чтобы, ничто и других, кроме нечто, ничтожный) произносится как [шт] ([ʂt]), в остальных словах произносится как [чт] ([tɕt]).

### ЧЧ, ТЧ
Удвоенная буква «чч» (встречающаяся в заимствованных словах, например, каприччо) произносится одинарно, то есть правильным произношением будет не [t͡ɕt͡ɕ], а [tːɕ], при этом в звуке [tː] появляется пауза между смыканием и размыканием, и в целом произношение может быть более медленным и отчётливым. Аналогично произносится и сочетание букв «тч»: отчество, отчизна.

## Произношение в других славянских языках
В белорусском, болгарском, сербском, македонском и украинском языках буква Ч произносится твёрже, чем в русском.

## Орфография в русском языке
В русской орфографии выбор между ча/чя, чо/чё, чу/чю, чи/чы, че/чэ определяется не произношением, а формальными правилами и соображениями этимологического и исторического порядка. Обычны написания ча, чу, чи, че; противоположные им чя, чю, чы, чэ практически невозможны, хотя встречаются в заимствованиях (Мкртчян, Чюрлёнис, Чэнду, Чыонг) или применяются из эстетических соображений: так, поэтесса конца XIX — начала XX века О. Н. Чумина издавалась под фамилией «Чюмина». Выбор между чо и чё определяют достаточно сложные правила; в некоторых случаях смена чо на чё меняет смысл слова: печёнка (печень) — печонка (маленькая печь). В фамилиях распространены двоякие написания: -чёв/-чов, причём форма с о, более правильная с позиций ныне действующей орфографии, встречается реже. Также формальные правила задают выбор между ч и чь (если только речь идёт не о разделительном мягком знаке: ничья, бычьё): с чь пишутся преимущественно неопределённая форма (стричь, лечь, жечься) и повелительное наклонение глаголов (плачь, прячь, тычься), а также именительный и винительный падежи единственного числа существительных женского рода (дочь, речь) и образованных от них наречий (вскачь, за полночь).

## Таблица кодов
| Кодировка    | Регистр   | Десятич- ный код | 16-рич- ный код | Восьмерич- ный код | Двоичный код      |
| ------------ | --------- | ---------------- | --------------- | ------------------ | ----------------- |
| Юникод       | Прописная | 1063             | 0427            | 002047             | 00000100 00100111 |
| Юникод       | Строчная  | 1095             | 0447            | 002107             | 00000100 01000111 |
| ISO 8859-5   | Прописная | 199              | C7              | 307                | 11000111          |
| ISO 8859-5   | Строчная  | 231              | E7              | 347                | 11100111          |
| КОИ-8        | Прописная | 254              | FE              | 376                | 11111110          |
| КОИ-8        | Строчная  | 222              | DE              | 336                | 11011110          |
| Windows-1251 | Прописная | 215              | D7              | 327                | 11010111          |
| Windows-1251 | Строчная  | 247              | F7              | 367                | 11110111          |

В HTML прописную букву Ч можно записать как &#1063; или &#x427;, а строчную ч — как &#1095; или &#x447;.